# Virginie Augustin
Virginie Augustin est une dessinatrice de bande dessinée française, née le 11 mars 1973 à Chatou. Elle a en particulier dessiné la série Alim le tanneur avec Wilfrid Lupano au scénario.

## Biographie
Après des études à Gobelins, Virginie Augustin collabore avec les studios Disney sur les longs métrages animés Tarzan et Hercule. Sa carrière dans l'animation l'a également amenée à travailler sur W.I.T.C.H., Chasseurs de dragons et Code Lyoko pour France 3 et sur le film animé Corto Maltese, la cour secrète des arcanes.
Peu après Corto Maltese, en 2003, elle rejoint le milieu de la bande dessinée et dessine les quatre tomes de la série Alim le tanneur, scénarisée par Wilfrid Lupano. Elle participe ensuite à plusieurs collectifs (Les beaux dessins de Francis Cabrel, Les Chansons illustrées de Patrick Bruel, Polnareff - Suite de Bulles, Premières fois,, Sur les traces de Luuna) et réalise un sketchbook chez Comix buro, la collection d'ouvrages dirigée par Olivier Vatine.
Puis elle entre dans la collection des Légendes de Troy, où elle dessine Voyage aux Ombres, un one-shot scénarisé par Arleston et Audrey Alwett, paru en mai 2011.
Elle collabore avec Hubert qui écrit pour elle le scénario de Monsieur Désire ?, publié en 2016,, avec lequel les auteurs remportent en 2017 le prix Diagonale du meilleur album.

## Œuvres

### Séries
Alim le tanneur
- 1 Le Secret des eaux, Delcourt, collection Terres de Légendes, 2004
Scénario : Wilfrid Lupano - Dessin : Virginie Augustin - Couleurs : Virginie Augustin, Geneviève Penloup -  (ISBN 2-84789-103-X)
- 2 Le Vent de l'exil, Delcourt, collection Terres de Légendes, 2006
Scénario : Wilfrid Lupano - Dessin : Virginie Augustin - Couleurs : Virginie Augustin, Geneviève Penloup -  (ISBN 2-84789-946-4)
- 3 La Terre du prophète pâle, 2007, Delcourt, collection Terres de Légendes, Virginie Augustin
- 4 Là où brûlent les regards, 2009, Delcourt, collection Terres de Légendes, Virginie Augustin, Dimitri Fogolin
- INT Édition intégrale, 2012, Delcourt, collection Long Métrage, Virginie Augustin, Geneviève Penloup, Dimitri Fogolin

40 Éléphants
- 1 Florrie, doigts de fée, Bamboo Édition collection Grand Angle, 2017
Scénario : Kid Toussaint - Dessin : Virginie Augustin - Couleurs : Hubert -  (ISBN 978-2-8189-4352-6)
- 2 Maggie, passe-muraille, Bamboo Édition collection Grand Angle, 2018
Scénario : Kid Toussaint - Dessin : Virginie Augustin - Couleurs : Hubert -  (ISBN 978-2-8189-4503-2)
- 3 Dorothy, la poinçonneuse, Bamboo Édition collection Grand Angle, 2019
Scénario : Kid Toussaint - Dessin : Virginie Augustin - Couleurs : Hubert -  (ISBN 978-2-8189-4721-0)

### One shot et diptyques
- Voyage aux ombres, Soleil, collection Légendes de Troy, 2011
Scénario : Christophe Arleston, Audrey Alwett - Dessin : Virginie Augustin - Couleurs : Yoann Guillo -  (ISBN 978-2-8189-4721-0)
(deux éditions : album publié en noir et blanc en tirage limité à 400 exemplaires vendu au 38e festival de la BD d'Angoulême 2011, puis en couleur)

- Whaligoë tome 1, Casterman, 2013
Scénario : Yann - Dessin : Virginie Augustin - Couleurs : Virginie Augustin, Fabien Alquier -  (ISBN 978-2-203-06089-0)[9]
- Whaligoë tome 2, Casterman, 2014
Scénario : Yann - Dessin : Virginie Augustin - Couleurs : Fabien Alquier -  (ISBN 978-2-203-07493-4)

- Monsieur désire ?, Glénat, 2016
Scénario : Hubert - Dessin : Virginie Augustin - Couleurs : Hubert -  (ISBN 978-2-344-00580-4)

- Conan le Cimmérien tome 6 : Chimères de fer dans la clarté lunaire, Glénat, 2019
Scénario et dessin : Virginie Augustin -  (ISBN 978-2-344-02065-4)

- Joe la Pirate, Glénat, 2021
Scénario : Hubert - Dessin : Virginie Augustin -  (ISBN 978-2-344-03943-4)

- Valérian, vu par… : Là où naissent les histoires, Dargaud, 2022
Scénario : Pierre Christin - Dessin : Virginie Augustin -  (ISBN 978-2-205-08997-4)

- Le petit théâtre des opérations / Toujours prêtes !, Audie, 2023
Scénario : Julien Hervieux - Dessin : Virginie Augustin -  (ISBN 979-10-38204-70-6)

### Participation à des ouvrages collectifs
- Francis Cabrel - Les beaux dessins, Delcourt, 2005
Scénario et couleurs : collectif - Dessin : Virginie Augustin, collectif -  (ISBN 2-84789-927-8)
- Polnareff suite de bulles, Soleil Productions, 2007
Scénario et couleurs : collectif - Dessin : Virginie Augustin, collectif -  (ISBN 978-2-84946-803-6)
- Premières fois, Delcourt, 2008
Scénario : Sibylline - Dessin : Virginie Augustin, collectif - Couleurs : noir et blanc -  (ISBN 978-2-7560-1272-8)
- Sur les traces de Luuna, Soleil Productions, 2008
Scénario et couleurs : collectif - Dessin : Virginie Augustin, collectif -  (ISBN 978-2-302-00227-2)
- Souvenirs de films, Le Lombard, 2009
Scénario : Jean-Pierre Eugène - Dessin : Virginie Augustin, collectif - Couleurs : collectif -  (ISBN 978-2-8036-2580-2)
- Une McStory française, Cliomédia, 2009
Scénario : Pierre Dottelonde - Dessin : Virginie Augustin, collectif - Couleurs : collectif -  (ISBN 2-909522-28-8)
- Les Gens normaux, Casterman, 2013
Scénario : Cyril Pedrosa, Hubert - Dessin : Virginie Augustin, collectif - Couleurs : collectif -  (ISBN 978-2-203-07724-9)
- Héro(ïne)s : la représentation féminine en bande-dessinée, Arte Editions, 2015
Scénario : Jean-Christophe Deveney, Isabelle Guillaume - Dessin : Virginie Augustin, collectif - Couleurs : collectif -  (ISBN 978-2-9547148-4-4)

## Prix et distinctions
- 2006 :  Prix Saint-Michel de l'avenir pour Alim le tanneur t. 2 : Le Vent de l'exil[10]
- 2017
- Finaliste Grand prix de la critique ACBD pour Monsieur désire ?[11], scénario de Hubert
- Prix Diagonale du meilleur album, avec Hubert, pour Monsieur désire ?[7].